# Shiloh Fernandez
Shiloh Thomas Fernandez (Ukiah, 26 febbraio 1985) è un attore statunitense.

## Biografia
Nato a Ukiah, in California. Ha un patrigno, una sorella minore e un fratello. Prima di diventare attore comincia a lavorare come lavapiatti e come modello di American Apparel, catalogo di Dov Charney. Dopo essere arrivato a Los Angeles, Charney lo assume come magazziniere. Il suo primo ruolo è in una pubblicità per First 5 California.
Dopo un corto, ottiene il primo ruolo in televisione nella serie Cold Case - Delitti irrisolti, alla quale fanno seguito piccole parti in Drake & Josh e Lincoln Heights - Ritorno a casa. Il debutto al cinema è due anni dopo, nel 2007, quando ottiene la parte di Edgar in Interstate. Tra il 2006 e il 2007 ha il ruolo ricorrente di Sean Henthorn nella serie televisiva Jericho.
Nel 2008, è tra candidati al ruolo di Edward Cullen durante il casting per Twilight, ma alla fine la parte viene assegnata a Robert Pattinson. Dopo altri ruoli in CSI: NY, United States of Tara e Gossip Girl, ottiene una parte importante in Skateland, presentato al Sundance Film Festival nel gennaio 2010. 
Nel 2011 la regista Catherine Hardwicke lo sceglie per il ruolo del co-protagonista in Cappuccetto rosso sangue, nel quale recita al fianco di Amanda Seyfried, e NextMovie.com lo nomina una delle star emergenti da tenere d'occhio. Compare sulle copertine del numero di marzo 2011 di Nylon Guys e di aprile/maggio 2011 di Da Man. A maggio entra nel cast del film indie Syrup, basato sul romanzo omonimo di Max Barry. Nel 2013 partecipa al film La casa.
Nel 2014 ottiene una parte nel film White Bird, al fianco di Shailene Woodley. Nello stesso anno fa parte del videoclip di Selena Gomez, "The Heart Wants What It Wants".
Nel 2015 è co-protagonista accanto a Rosamund Pike nel film thriller psicologico Return to Sender - Restituire al mittente diretto da Fouad Mikati.

## Filmografia

### Cinema
- Wasted, regia di Brendan Gabriel Murphy – cortometraggio (2005)
- Interstate, regia di Marc-Andre Samson (2007)
- Red, regia di Trygve Allister Diesen e Lucky McKee (2008)
- Gardens of the Night, regia di Damian Harris (2008)
- From Within, regia di Phedon Papamichael (2008)
- Deadgirl, regia di Marcel Sarmiento (2008)
- The Warehouse Job, regia di Jesse Toledano (2008)
- Cadillac Records, regia di Darnell Martin (2008)
- 16 to Life, regia di Becky Smith (2009)
- Skateland, regia di Anthony Burns (2010)
- Swerve, regia di Brendan Gabriel Murphy – cortometraggio (2010)
- Happiness Runs, regia di Adam Sherman (2010)
- Cappuccetto rosso sangue (Red Riding Hood), regia di Catherine Hardwicke (2011)
- The East, regia di Zal Batmanglij (2013)
- La casa (Evil Dead), regia di Fede Álvarez (2013)
- Deep Powder, regia di Mo Ogrodnik (2013)
- Syrup, regia di Aram Rappaport (2013)
- White Bird (White Bird in a Blizzard), regia di Gregg Araki (2014)
- Return to Sender - Restituire al mittente (Return to Sender), regia di Fouad Mikati (2015)
- We Are Your Friends, regia di Max Joseph (2015)
- Queen of Carthage, regia di Mardana M. Mayginnes (2015)
- Long Nights Short Mornings, regia di Chadd Harbold (2016)
- Chronically Metropolitan, regia di Xavier Manrique (2016)
- Il volto della verità (Edge of Winter), regia di Rob Connolly (2016)
- Peel - Famiglia cercasi (Peel), regia di Rafael Monserrate (2019)
- Already Gone, regia di Christopher Kenneally (2019)
- Burn - Una notte d'inferno (Burn), regia di Mike Gan (2019)
- The Birthday Cake - Vendetta di famiglia (The Birthday Cake), regia di Jimmy Giannopoulos (2021)
- La biografia di Floyd (Big Gold Brick), regia di Brian Petsos (2022)
- Private Property, regia di Chadd Harbold (2022)
- Cuori strappati (Torn Hearts), regia di Brea Grant (2022)
- The Old Way, regia di Brett Donowho (2023)

### Televisione
- Cold Case - Delitti irrisolti (Cold Case) – serie TV, episodio 3x16 (2006)
- Jericho – serie TV, 7 episodi (2006-2007)
- Drake & Josh – serie TV, episodio 4x08 (2007)
- Lincoln Heights - Ritorno a casa (Lincoln Heights) – serie TV, episodio 1x06 (2007)
- Crossroads: A Story of Forgiveness, regia di John Kent Harrison – film TV (2007)
- CSI: NY – serie TV, episodio 4x13 (2008)
- The Cleaner – serie TV, episodio 1x05 (2008)
- United States of Tara – serie TV, episodi 1x01-1x02-1x05 (2009)
- Gossip Girl – serie TV, episodio 2x24 (2009)
- Three Rivers – serie TV, episodi 1x03-1x05-1x06 (2009)
- Law & Order - Unità vittime speciali (Law & Order: Special Victims Unit) – serie TV, episodio 16x11 (2015)
- Falling Water – serie TV, episodi 1x02-1x04 (2016)
- Gypsy – serie TV, 4 episodi (2017)
- Instinct – serie TV, episodio 1x08 (2018)
- Jett - Professione ladra (Jett) – serie TV, 4 episodi (2019)
- Euphoria – serie TV, episodi 1x03-1x05 (2019)

## Doppiatori italiani
Nelle versioni in italiano delle opere in cui ha recitato, Shiloh Fernandez è stato doppiato da:
- Andrea Mete in Cappuccetto rosso sangue, The East, Return to Sender - Restituire al mittente, We Are Your Friends, Falling Water
- Davide Perino in Cold Case - Delitti irrisolti
- Emiliano Coltorti in CSI: NY
- David Chevalier ne La casa
- Massimo Triggiani in White Bird
- Marco Vivio in Law & Order - Unità vittime speciali
- Alessio Nissolino in Euphoria
- Gianfranco Miranda in Jett - Professione ladra